# 太子井乡
太子井乡是中国河北省邢台市邢台县下辖的一个乡。2020年6月，太子井乡划归信都区管辖。

## 行政区划
下辖以下地区：
太子井村、西牛峪村、东牛峪村、土岭村、南柏山村、西柏山村、东柏山村、峰门村、东太井村、龙化村、石坡头村、白家庄村、曹沟村、唐寺村和冯庄村。